# Careproctus seraphimae
Careproctus seraphimae är en fiskart som beskrevs av Schmidt, 1950. Careproctus seraphimae ingår i släktet Careproctus och familjen Liparidae. Inga underarter finns listade.